# Alsómihályfalva
Alsómihályfalva (horvátul: Donji Mihaljevec) falu Horvátországban Muraköz megyében. Közigazgatásilag Muraszentmáriához tartozik.

## Fekvése
Csáktornyától 23 km-re, Perlaktól 8 km-re keletre a Dráva bal partján fekszik.

## Története
A települést 1334-ben a zágrábi püspökség oklevelében a Mura és a Dráva közötti plébániák felsorolásában említik először, hogy Szentmária Alsódomboru, Muraszentmária falvakkal, valamint Kotor és Légrád várakkal együtt a muravidi Szent Vid plébániához tartozik. I. Lajos király 1350-ben Muraközzel együtt Lackfi István erdélyi vajdának adományozta, aki 1351-től a horvát-szlavón-dalmát báni címet viselte. Miután a Lackfiak kegyvesztettek lettek az uradalmat 1397-ben a Kanizsaiak kapták meg, akik Zsigmond király hívei voltak, de már 1405-ben elvették tőlük.
1437 után a Cilleieké, majd a Cilleiek többi birtokával együtt Vitovec János horvát bán szerezte meg, de örökösei elveszítették. 1477-ben Hunyadi Mátyás Ernuszt János budai nagykereskedőnek és bankárnak adományozta, aki megkapta a horvát báni címet is. 1478-ban a települést Csáktornya tartozékai között "Michalowecz" néven említik 1540-ben a csáktornyai Ernusztok kihalása után az uradalom rövid ideig a Keglevich családé, 1546-ban a későbbi szigetvári hős Zrínyi Miklósé lett.
A Zrínyiek 1691-ig voltak a település urai. Ezután a kincstáré lett. 1719-ben a király szolgálatai jutalmául elajándékozta Althan Mihály János cseh nemesnek. 1791-ben gróf Festetics György vásárolta meg és ezután 132 évig a tolnai Festeticsek birtoka volt.
Vályi András szerint " MIHALEVECZ. Alsó, és Felső Mihalovecz. Két Horvát falu Szala várm. földes Urok G. Althán Uraság, és mások, fekszenek Sz. Máriához, és Lopatinchoz nem meszsze, lakosaik katolikusok, és másfélék is, földgyeik középszerűek, mint vagyonnyaik.  " 
1910-ben 1374, túlnyomórészt horvát lakosa volt. 1920-ig Zala vármegye Perlaki járásának része.
Ezt követően a település a Szerb–Horvát–Szlovén Királysághoz, majd  1929-től Jugoszláviához tartozott. 1941 és 1944 között visszakerült Magyarországhoz, majd újra Jugoszlávia része lett. 1990-től a független Horvátországhoz tartozik. 2001-ben 743 lakosa volt.

## Nevezetességei
Páduai Szent Antal tiszteletére szentelt római katolikus temploma.

## Külső hivatkozások
- Muraszentmária község hivatalos oldala